# Szabadi László
Szabadi László (Csokonyavisonta, 1961. július 30. –) válogatott labdarúgó, csatár.

## Pályafutása

### Klubcsapatban
1981 és 1986 között a Ferencváros játékosa volt. Kétszeres bajnoki ezüstérmes a csapattal. 1986 és 1989 között a Vasasban játszott. 1989–90-ben a belga Beerschotban szerepelt. 1990-ben visszatért a Vasashoz. A magyar élvonalban összesen 194 bajnoki mérkőzésen lépett pályára és 62 gólt szerzett.

### A válogatottban
1988-ban két alkalommal szerepelt a válogatottban. Egyszeres olimpiai válogatott (1987), hatszoros utánpótlás válogatott (1981–87, 3 gól), hatszoros egyéb válogatott (1988).

## Sikerei, díjai
- Magyar bajnokság
  - 2.: 1981–82, 1982–83
- Magyar kupa
  - döntős: 1986

## Statisztika

### Mérkőzései a válogatottban
| Magyarország | Magyarország      | Magyarország         | Magyarország | Magyarország | Magyarország | Magyarország | Magyarország | Magyarország |
| #            | Dátum             | Helyszín             | Hazai        | Eredmény     | Vendég       | Kiírás       | Gólok        | Esemény      |
| ------------ | ----------------- | -------------------- | ------------ | ------------ | ------------ | ------------ | ------------ | ------------ |
| 1.           | 1988. március 16. | Budapest, Népstadion | Magyarország | 1 – 0        | Törökország  | barátságos   | -            | 64'          |
| 2.           | 1988. május 4.    | Budapest, Népstadion | Magyarország | 3 – 0        | Izland       | barátságos   | -            | 64'          |
|              | Összesen          |                      |              | 2            | mérkőzés     |              | 0            | gól          |